# Zhang Yu
Zhang Yu (12 de fevereiro de 1986) é uma basquetebolista profissional chinesa.

## Carreira
Zhang Yu integrou a Seleção Chinesa de Basquetebol Feminino, em Pequim 2008 que terminou na quarta colocação. 